# 192178 Lijieshou
192178 Lijieshou este un asteroid din centura principală de asteroizi.

## Descriere
192178 Lijieshou este un asteroid din centura principală de asteroizi. A fost descoperit pe 10 martie 2007 la XuYi în cadrul programului PMO NEO Survey. Asteroidul prezintă o orbită caracterizată de o semiaxă mare de 2,61 ua, o excentricitate de 0,17 și o înclinație de 5,2° în raport cu ecliptica.